# シモン・ルナール
シモン・ルナール（仏：Simon Renard de Bermont, 1513年 - 1573年）は、16世紀に活動した外交官。神聖ローマ皇帝カール5世（スペイン王カルロス1世）とその息子スペイン王フェリペ2世の顧問官であり、カール5世の大使としてフランスとイングランドに赴任した。イングランドでは、フェリペ2世とイングランド女王メアリー1世の結婚の交渉にあたった。姓である Renard はフランス語で「狐」を意味する。

## 生涯
フランシュ＝コンテ地方のヴズールで生まれ、ドル、後にルーヴァンで法律を学んだ。当時、フランシュ＝コンテ（ブルゴーニュ伯領）は、スペイン・ハプスブルク家の支配下にあった。
ルーヴァンで共に学んだアントワーヌ・ド・グランヴェルの父（カール5世の大臣）の推薦を得て、枢密院に加わり、主要な政治課題を討議する立場となった。カール5世の大使として1549年にフランス、1553年から1555年に渡ってイングランドに赴任した。イングランド大使としての大きな成果は、フェリペ2世とメアリー1世の結婚である。